# 韓國校服

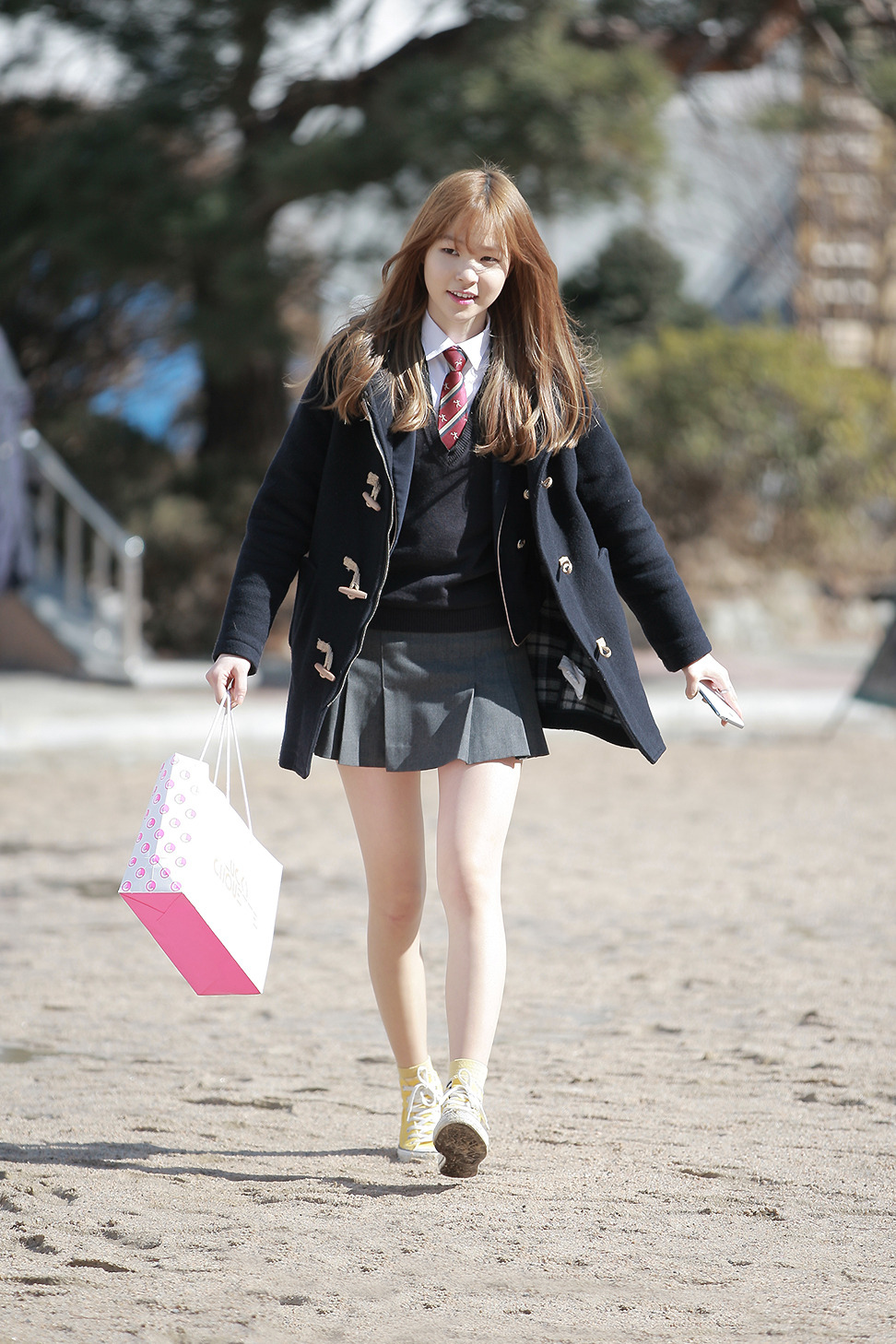
身著韓林演藝藝術高等學校校服的女模特兒

大韩民国中等教育階段學生大多穿校服。除部份私立学校外的大多數初等學校無校服，但中學校起嚴格要求學生穿校服。典型的校服包括襯衫、外套與领带，女生穿裙，男生穿褲。常有名人穿此種校服以吸引青少年購買娛樂產品。校服與校園常用於浪漫的場合，因此校服在學生中成為類似时尚的表現。

## 歷史
《韓國民族文化大百科事典》將校服歷史分為1800年代—1910年、1910年—1945年、1945年—1968年、1968年—1982年、1982年—1985年、1986年至今六部份。校服始見於高麗後期，普遍的影響則源於朝鲜王朝儒生。

### 19世紀末20世紀初
韓國近現代校服始於梨花學堂1886年制訂的校服。校服由紅色的赤古里與棉製的裙組成，頭髮以一個結向後梳成辮，面紗用於戶外制服，冬裝較為厚重。由於傳統上穿不同色的校服，同样的紅色校服成為謎團。
男生校服則始於亚篇薛罗所創建培才學堂1898年制訂的校服。校服與日本校服非常相似，有紅帶纏在袖、褲、帽上。有學者認為韓國校服的傳統發源於此。1904年開校的漢城中學校校服使用繫有黑腰帶的黑周莫衣，帽上寫有「漢城」二字。
洋裝校服始於明新女學校1907年制訂的校服。校服包括紫色哔叽連衣裙、粉色帽子及高跟鞋。制服強烈影響了韓國文化。

### 20世紀
1910年韓國併入日本後，校服制度廣泛實施。校服的推動深受西方傳教士影響，以女學校為中心。總體趨勢是赤古里變長，而裙變短。校服色彩變少，大多數校服變成黑白色調。1920年代，大部份女生校服實行上衣白色、下衣黑色的制度。校服在波紋圖案與裙長等處與其他學校校服區分。由於裙越來越短，學校實行政策限制，然而無法阻止。1920年代同時引入了體育制服。體育制服種類很多，主要為襯衫與燈籠褲。
1930年代，大日本帝国將女生校服統一為洋裝。此政策既為效法西方，又為取代韓服。最普遍的女生校服是白襯衫與棕裙，冬裝則為水手服。然而，一些學校仍保留韓服校服。
1930年代末至1940年代，日本參與第二次世界大战，強制學生穿工作服山袴。一些學校將其他褲裝指定為校服以規避此政策。其他學校如貞信女學校拒絕遵守該政策，並穿韓服。
朝鮮半島獨立，大韓民國成立後，工作服校服廢除。但直至1960年，褲裝仍為正式校服。校服一般為黑或深棕色。
1968年，政府制定中學校教育標準化政策，中學校校服由此標準化。夏裝為白色翼領襯衫，冬裝為黑或深棕色服装。此政策持續至1982年。
1983年至1985年，校服由於政策短暫廢除。政策旨在減少壓迫與疏離感，並鼓勵个人主义。1986年，該政策取消，學校再次得以要求學生穿校服。此後要求穿校服的學校一直在增多。

### 現在

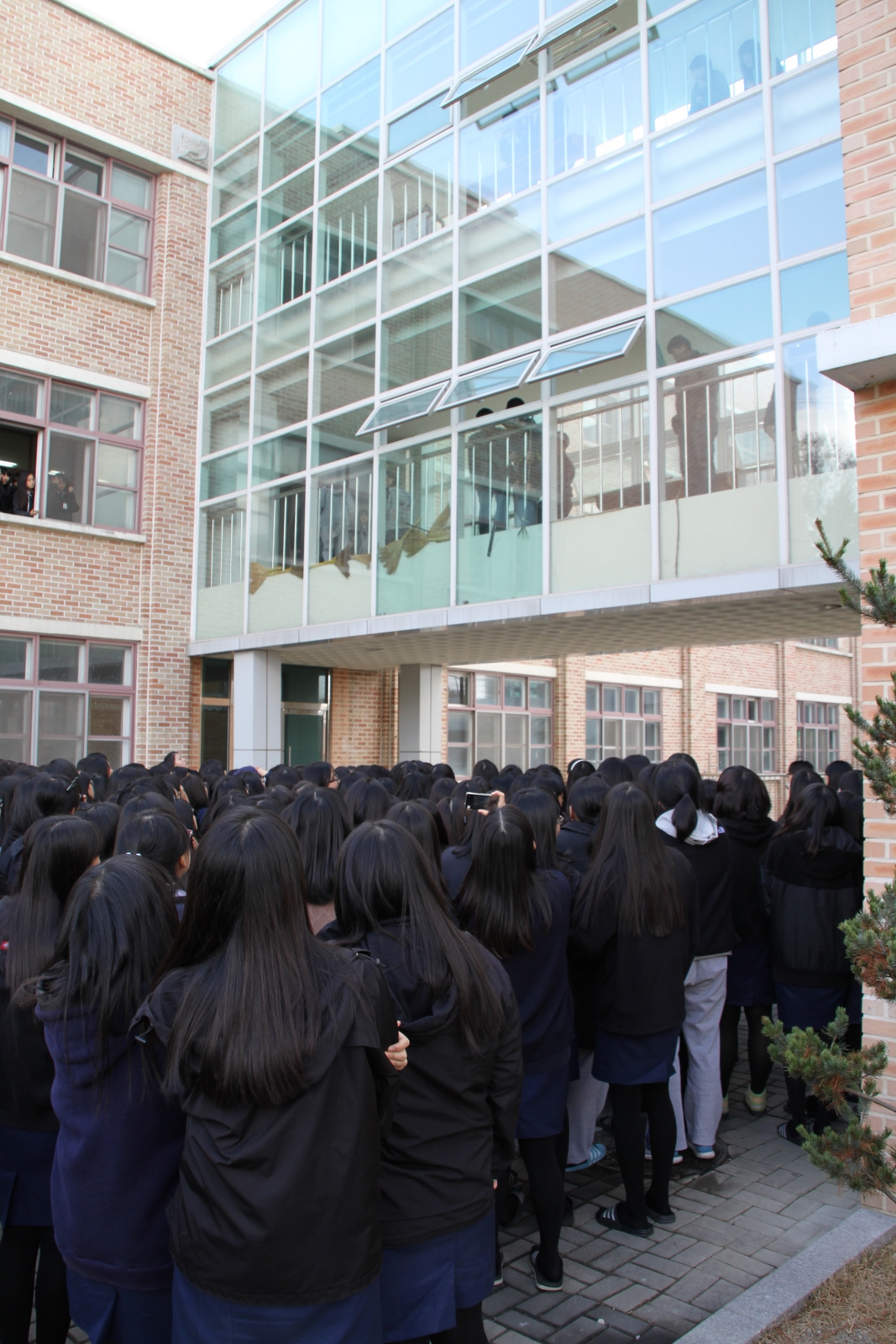
天安女子高等學校校服

韓國的學校目前未強制規定校服。然而，據教育部統計，96.4%的女生穿校服。為應對氣溫、性骚扰與傳統性別歧視，教育部2000年起一直鼓励以褲裝為校服。

## 組成
韓國典型的男生校服通常包括夾克、有領的長袖白襯衫、領帶、正裝褲與冬季外套。女生校服通常包括蝴蝶結、有領與袖的白襯衫、背心、百褶裙、冬季外套及白襪。直至許多地方自治體頒佈學生權利法規保障制服與髮型自由，塗指甲油及化妝才獲准許。